# Aarno Maliniemi
Aarno Henrik Maliniemi (Oulu, 9 de mayo de 1892 - Helsinki, 8 de octubre de 1972)  fue un historiador eclesiástico finlandés y profesor de historia de la Iglesia en la Universidad de Helsinki.
Maliniemi se doctoró en Filosofía en 1925. Trabajó como bibliotecario en la Biblioteca de la Universidad de Helsinki de 1927 a 1945, y como profesor titular de historia de la Iglesia de 1945 a 1960. Fue nombrado doctor honoris causa por la Universidad de Uppsala en 1952 y por la Universidad de St Andrews (Escocia) en 1960. Se especializó en el estudio de la literatura medieval en latín finlandesa. Era un gran conocedor de la iglesia medieval, estudió la antigua literatura finlandesa y fue editor de repertorios bibliográficos.
Estaba casado con Irja Maliniemi, doctora en filosofía y profesora, que desde 1962 fue profesora asociada de historia literaria comparada en la Universidad de Helsinki.

## Obras
- Der Heiligenkalender Finnlands (1925)
- Studier i Vadstena klosters bibliotek (1926)
- S.G. Elmgrenin muistiinpanot (1939)
- De Sancto Henrico (1942)
- Birgittalaisuudesta sekä kohtia Naantalin luostarin historiasta (1943)
- Zur Kenntnis des Breviarium Aboense (1957)